# Course de côte du mont Faron
Ne pas confondre avec la course de côte du mont Faron (contre-la-montre)
La Course de côte du mont Faron est une course cycliste en ligne française organisée de 1920 à 1966, qui se déroulait à Toulon sur les pentes du mont Faron.
Il a également existé une course de côte du mont Faron en contre-la-montre de 1952 à 1970.

## Palmarès
| Année     | Vainqueur           | Deuxième            | Troisième           |
| --------- | ------------------- | ------------------- | ------------------- |
| 1920      | Gustave Ganay       | Albert Gamel        | Frédéric Baptiste   |
| 1921      |                     |                     |                     |
| 1922      |                     |                     |                     |
| 1923      |                     |                     |                     |
| 1924      | Alfredo Binda       | Sébastien Piccardo  | Henri Perretti      |
| 1925      | Sébastien Piccardo  | François Menta      | Albert Gamel        |
| 1926      | Sébastien Piccardo  | Pierre Lavigne      | Roger Thénot        |
| 1927      | Charles Pélissier   | Paul Broccardo      | Joseph Normand      |
| 1928      | Charles Pélissier   | Sébastien Piccardo  | Guy Le Goff         |
| 1929      | Camille Foucaux     | Louis Minardi       | Sébastien Piccardo  |
| 1930      | Léon Fichot         | Joseph Normand      | Victor Fontan       |
| 1931      | Louis Minardi       | Pierre Pastorelli   | Francisco Cepeda    |
| 1932      | Luigi Barral        | Pierre Magne        | Louis Minardi       |
| 1933      | René Vietto         | Luigi Barral        | Gaspard Rinaldi     |
| 1934      | Luigi Barral        | Edoardo Molinar     | Fabien Galateau     |
| 1935      | Léo Amberg          | Luigi Barral        | Joseph Neri         |
| 1936      | Émile Vaucher       | Nello Troggi        | Edoardo Molinar     |
| 1937      | Luigi Barral        | Edoardo Molinar     | Émile Vaucher       |
| 1938      | Dante Gianello      | Auguste Mallet      | Edoardo Molinar     |
| 1939      | Luigi Barral        | Francis Fricker     | René Vietto         |
| 1940-1941 | non organisé        | non organisé        | non organisé        |
| 1942      | Pierre Cogan        | Gabriel Ruozzi      | Gérard Dufour       |
| 1943      | Francis Fricker     | Pierre Cogan        | Édouard Fachleitner |
| 1944      | non organisé        | non organisé        | non organisé        |
| 1945      | Francis Fricker     | Émile Teisseire     | Auguste Mallet      |
| 1946      | Francis Fricker     | Joseph Neri         | Émile Teisseire     |
| 1947      | Francis Fricker     | Joseph Neri         | Émile Teisseire     |
| 1948      | Jean Robic          | Apo Lazaridès       | Francis Fricker     |
| 1949      | Jean Robic          | Émile Teisseire     | Roger Rondeaux      |
| 1950      | Émile Teisseire     | Jean Dotto          | Joseph Mirando      |
| 1951      | Jean Dotto          | Roger Piel          | Antonin Canavèse    |
| 1952      | Jean Dotto          | José Gil Solé       | Michel Ellena       |
| 1953      | Jean Dotto          | Jean Robic          | Eugenio Cavallero   |
| 1954      | Jean Dotto          | Eugenio Cavallero   | José Gil Solé       |
| 1956      | Valentin Huot       | Federico Bahamontes | Charly Gaul         |
| 1957      | Federico Bahamontes | Valentin Huot       | Manuel Cruz         |
| 1958      | José Gil Solé       | Gilbert Salvador    | Manuel Cruz         |
| 1959-1960 | ?                   | ?                   | ?                   |
| 1961      | Gilbert Salvador    | Claude Mattio       | Manuel Manzano      |
| 1962      | Federico Bahamontes | Manuel Manzano      | Gilbert Bellone     |
| 1963      | Julio Jiménez       | Gilbert Salvador    | Manuel Manzano      |
| 1964      | Federico Bahamontes | Claude Mattio       | André Zimmermann    |
| 1965      | ?                   | ?                   | ?                   |
| 1966      | Raymond Delisle     | Lucien Aimar        | Désiré Letort       |